# Bombyliomyia patula
Bombyliomyia patula är en tvåvingeart som först beskrevs av Walker 1849.  Bombyliomyia patula ingår i släktet Bombyliomyia och familjen parasitflugor. Inga underarter finns listade.